# 梅坎尼克斯堡 (伊利諾伊州)
梅坎尼克斯堡（英語：Mechanicsburg）是位於美國伊利諾伊州桑加蒙縣的一個村落。

## 地理
梅坎尼克斯堡的座標為39°48′34″N 89°23′51″W / 39.80944°N 89.39750°W，而該地最高點為海拔高度179米（即587英尺）。

## 人口
根據2010年美國人口普查的數據，梅坎尼克斯堡的面積為2.77平方千米，當中陸地面積為2.77平方千米，而水域面積為0.00平方千米。當地共有人口590人，而人口密度為每平方千米212人。